# Industrial dance
Sous-genres
Électro-industriel, electronic body music
Genres dérivés
Rock industriel, metal industriel
Industrial dance est un terme musical nord-américain désignant l'electronic body music et l'électro-industriel. Les fans, associés à cette scène musicale, se nomment eux-mêmes « Rivetheads ». En général, l'« industrial dance » se caractérise par son « rythme électronique, ses morceaux de claviers symphoniques, ces reprises de chants, et imagerie cyberpunk,. »
Depuis le milieu des années 1980, le terme est utilisé pour décrire la musique jouée par Cabaret Voltaire,, Die Krupps, Portion Control, The Neon Judgement, Clock DVA (en), Nitzer Ebb, Skinny Puppy, Front Line Assembly,,, Front 242,,,, Ministry (ère des années 1980), KMFDM,,, Yeht Mae, Meat Beat Manifesto, Manufacture, Nine Inch Nails,, My Life with the Thrill Kill Kult, Leæther Strip ou Spahn Ranch.
En mars 1989, le magazine SPIN présente un article de deux pages consacré au mouvement industrial dance au Canada et aux États-Unis.